# Дети кукурузы: Генезис
«Дети кукурузы: Генезис» (англ. Children Of The Corn: Genesis) — американский фильм ужасов 2011 года, снятый Джоэлем Сойссоном, девятый в киносериале «Дети кукурузы», созданном по мотивам одноимённого рассказа Стивена Кинга. Фильм является продолжением серии, закончившейся на фильме «Дети кукурузы: Откровение» 2001 года.

## Сюжет
В дороге молодую супружескую пару — Тима и его беременную жену Элли — настигает неудача: их машина ломается прямо посреди пустыни. Лишь к вечеру молодые люди добираются до небольшой фермы, спрятанной от людских глаз. По счастливому стечению обстоятельств, в доме живёт гостеприимный священник по имени Коул и его жена Хелен, которые не только разрешили супругам воспользоваться их телефоном, но также и приютить их у себя до утра. Однако что-то настораживает Элли и Тима в поведении супругов, к тому же ночью Элли слышит детский плач, доносящийся из амбара, стоящего рядом с домом. Решившая узнать, в чём дело, Элли вскоре к своему ужасу открывает страшную тайну: Коул возглавляет кровавый культ, поклоняющийся маленькому мальчику, внутри которого живёт нечто.

## В ролях
- Билли Драго — Коул, священник
- Барбара Неделякова — Хелен, жена Коула
- Тим Рок — Тим, главный герой
- Келен Коулман — Элли, жена Тима
- Джозеф Баницки — Коул в детстве
- Дасти Бёрвэлл — Ребёнок
- Кай Кэстер — Мальчик в плате
- Дуэйн Уайтакер — Притчетт
- Дерек Джон Талсма — Мальчик с топором

## Съёмки
Съёмки картины проводились под рабочим названием «Дети кукурузы 8» в Лос-Анджелесе, Агуа-Дульче и Санта-Кларите, штат Калифорния, США.

## Выход на видео
Фильм был издан на DVD 30 августа в США и 6 сентября в Канаде.